# Who's That Chick?
Singles de David Guetta
Club Can't Handle Me
(2010) Where Them Girls At
(2011)
Singles par Rihanna
What's My Name?
(2010) Raining Men
(2010)
Who's That Chick? est une chanson de David Guetta et Rihanna extraite de l'album One More Love de David Guetta sorti en novembre 2010. Cette chanson n'est pas présente sur la première édition de l'album One Love.
Le single a séduit 1,3 million de fans en 9 semaines. Un score convenable, bien que décevant. La collaboration des deux stars n'a pas aussi bien marché qu'avec les Black Eyed Peas et David Guetta. En septembre 2010, une version du clip non finalisé fuite sur internet où David Guetta n'apparait pas encore. Au mois de janvier 2011, deux versions officielles du clip sont publiées avec Rihanna et David Guetta, une version jour, et une version nuit.
Dans la version jour, Rihanna est plongé dans un univers joyeux, imaginatif, avec des couleurs vives. Dans la version nuit, elle se trouve dans un univers gothique, sinistre, tout en nuances sombres.

## Composition et paroles

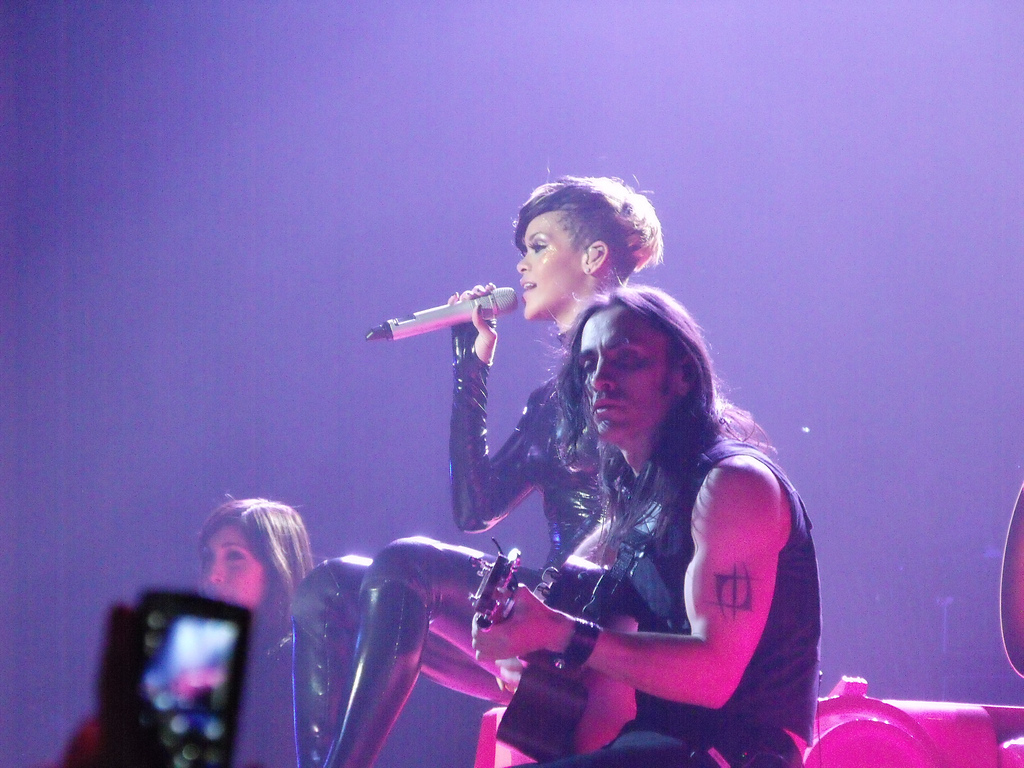
Rihanna apparait en featuring sur Who's That Chick?.

Who's That Chick? est une chanson dance-pop, d'une durée de 2 minutes et 47 secondes en version single et 3 minutes et 15 secondes en version album. L'instrumentation consiste en un mélange de synthétiseurs,. La voix de Rihanna est modifiée par des effets du logiciel Auto-Tune. Pour le premier couplet, Robert Copsey de Digital Spy considère que Rihanna « braille » les paroles « Feel the adrenaline/ Moving under my skin/ It's an addiction » sur le rythme au synthétiseur. Lors du refrain, Rihanna chante « She's been a crazy dita/ Disco diva, and you wonder/ Who's that chick? Who's that chick?/ Too cold for you to keep her/ Too hot for you to leave her/ Who's that chick? Who's that chick? », tout en utilisant le logiciel Auto-Tune. Copsey décrit la performance vocale de Rihanna comme délivrée d'une « voix nonchalante plus froide qu'un jour de neige »,.

## Critiques
Sylvain Trinel d'Ozap « constate à quel point les deux artistes sont complémentaires. D'un côté, David Guetta signe la musique avec un air électro se répétant à chaque fois que le refrain arrive, ainsi qu'une partie plus simpliste, mais redoutablement efficace durant les couplets. De l'autre, Rihanna, est littéralement sublimée par les talents du DJ ». Et bien que les paroles soient « plutôt classiques et un brin répétitives », il constate que l'« on se repasse le single à fond dans les oreilles pour s'en imprégner, danser jusqu'au bout de la nuit, ne plus s'arrêter… ».

## Liste des pistes
- Téléchargement digital

1. Who's That Chick?" (featuring Rihanna) – 3:19

- CD single en Allemagne

1. Who's That Chick? (Original Version) (featuring Rihanna) – 3:19
2. Who's That Chick? (FMIF! Remix) (featuring Rihanna) – 5:20

- CD single en France

1. Who's That Chick? (Original Version) (featuring Rihanna) – 3:19
2. Who's That Chick? (FMIF! Remix) (featuring Rihanna) – 5:20
3. Who's That Chick? (Afrojack Remix) (featuring Rihanna) - 6:47

- Téléchargement digital - EP[7]

1. Who's That Chick? (Edit) (featuring Rihanna) – 2:47
2. Who's That Chick? (Adam F Remix) (featuring Rihanna) – 5:00
3. Who's That Chick? (Extended Version) (featuring Rihanna) – 4:35
4. Who's That Chick? (Instrumental Version) – 3:18

## Classements et certifications
| Classement (2010-2011)                  | Meilleure position |
| --------------------------------------- | ------------------ |
| Australie (ARIA)                        | 7                  |
| Autriche (Ö3 Austria Top 40)            | 4                  |
| Belgique (Flandre Ultratop 50 Singles)  | 6                  |
| Belgique (Wallonie Ultratop 50 Singles) | 1                  |
| Brésil (Billboard Hot 100)              | 14                 |
| Brésil (Billboard Hot Pop Songs)        | 8                  |
| Canada (Hot 100)                        | 26                 |
| République tchèque                      | 26                 |
| Danemark (Tracklisten)                  | 25                 |
| Finlande (Suomen virallinen lista)      | 5                  |
| France (SNEP)                           | 5                  |
| Allemagne (Media Control AG)            | 6                  |
| Allemagne (Media Control)               | 6                  |
| Hongrie (Rádiós Top 40)                 | 17                 |
| Hongrie (Single Top 40)                 | 6                  |
| Irlande (IRMA)                          | 4                  |
| Italie (FIMI)                           | 11                 |
| Japon (Hot 100)                         | 43                 |
| Pays-Bas (Single Top 100)               | 6                  |
| Nouvelle-Zélande (RMNZ)                 | 8                  |
| Norvège (VG-lista)                      | 5                  |
| Pologne                                 | 26                 |
| Écosse (OCC)                            | 4                  |
| Slovaquie (IFPI Rádio)                  | 1                  |
| Espagne (PROMUSICAE)                    | 5                  |
| Suède (Sverigetopplistan)               | 14                 |
| Suisse (Schweizer Hitparade)            | 8                  |
| Royaume-Uni (UK Dance Chart)            | 1                  |
| Royaume-Uni (UK Singles Chart)          | 6                  |
| États-Unis (Hot 100)                    | 51                 |
| États-Unis (Dance Club Songs)           | 1                  |
| États-Unis (Pop Airplay)                | 33                 |

| Classement (2010)                 | Position |
| --------------------------------- | -------- |
| Australie                         | 91       |
| Allemagne                         | 90       |
| Classement (2011)                 | Position |
| États-Unis (Hot Dance Club Songs) | 4        |

| Pays                   | Certification |
| ---------------------- | ------------- |
| Australie ARIA         | 2 × Platine   |
| Allemagne BM           | Or            |
| Italie FIMI            | Or            |
| Nouvelle-Zélande RIANZ | Platine       |
| Espagne PROMUSICAE     | Or            |
| Royaume-Uni BPI        | Platine       |
| Suède GLF              | Platine       |

## Historique de sortie
| Pays        | Date             | Format                   |
| ----------- | ---------------- | ------------------------ |
| Australie   | 22 novembre 2010 | Téléchargement numérique |
| Belgique    | 22 novembre 2010 | Téléchargement numérique |
| Danemark    | 22 novembre 2010 | Téléchargement numérique |
| Finlande    | 22 novembre 2010 | Téléchargement numérique |
| France      | 22 novembre 2010 | Téléchargement numérique |
| Allemagne   | 22 novembre 2010 | Téléchargement numérique |
| Italie      | 22 novembre 2010 | Téléchargement numérique |
| Pays-Bas    | 22 novembre 2010 | Téléchargement numérique |
| Espagne     | 22 novembre 2010 | Téléchargement numérique |
| Suède       | 22 novembre 2010 | Téléchargement numérique |
| États-Unis  | 22 novembre 2010 | Téléchargement numérique |
| Allemagne   | 26 novembre 2010 | CD single                |
| Royaume-Uni | 28 novembre 2010 | Téléchargement numérique |